# Wakanda (anthroponyme)
Pour les articles homonymes, voir Wakanda.
Wakanda est un nom et un prénom amérindien.

## Nom
- Wakanda  est un nom qui signifie « l'omniprésence, invisible des forces de la vie » pour les Dakota. Il s'agit aussi de la personnification du créateur Dakota. Wakanda est une variante de "Wakan Tanka", et peut être comparé au "Manitou" des Algonquins. Pour les Lakotas, il est "Wakonda" : "le pouvoir du dessus".

## Prénom
- Wakanda est un prénom féminin d'origine nord-amérindienne, de la tribu Dakota du peuple Sioux[1]. Il signifie « pouvoir magique intérieur ». Ce prénom est aujourd'hui peu usité aux États-Unis[2].